# Carex baldensis
Carex baldensis är en halvgräsart som beskrevs av Carl von Linné. Carex baldensis ingår i släktet starrar, och familjen halvgräs. Inga underarter finns listade i Catalogue of Life.

## Bildgalleri

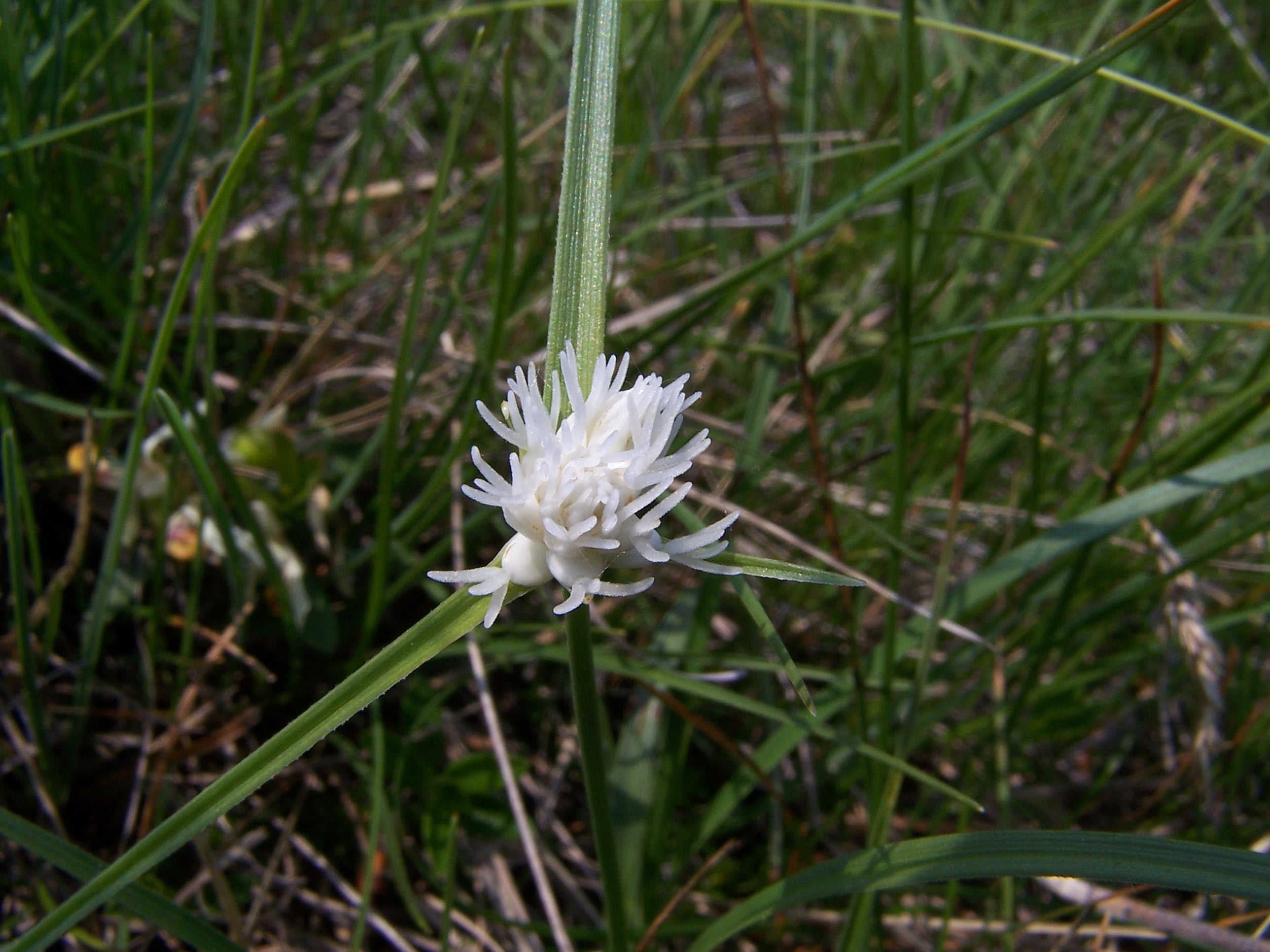
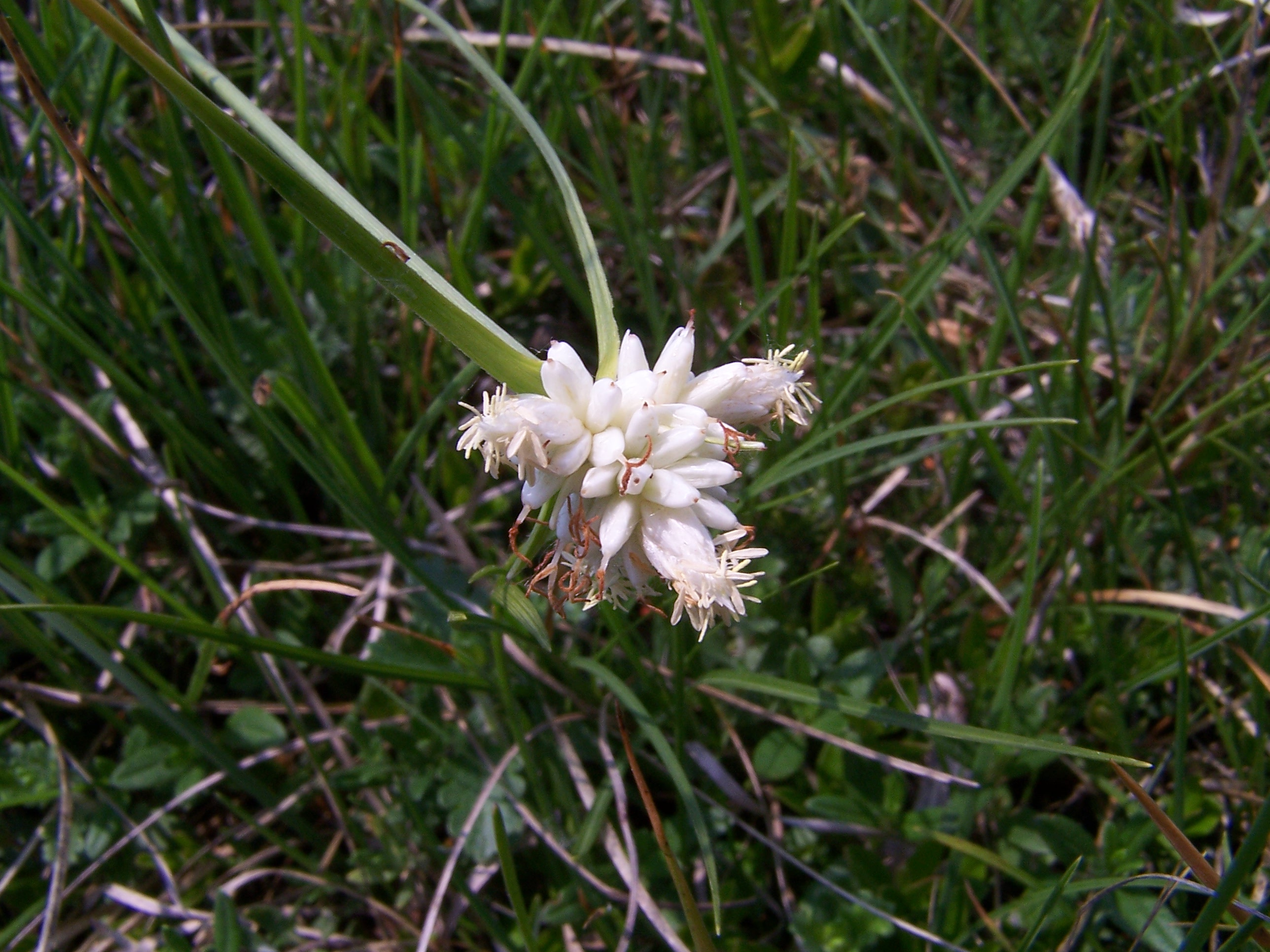
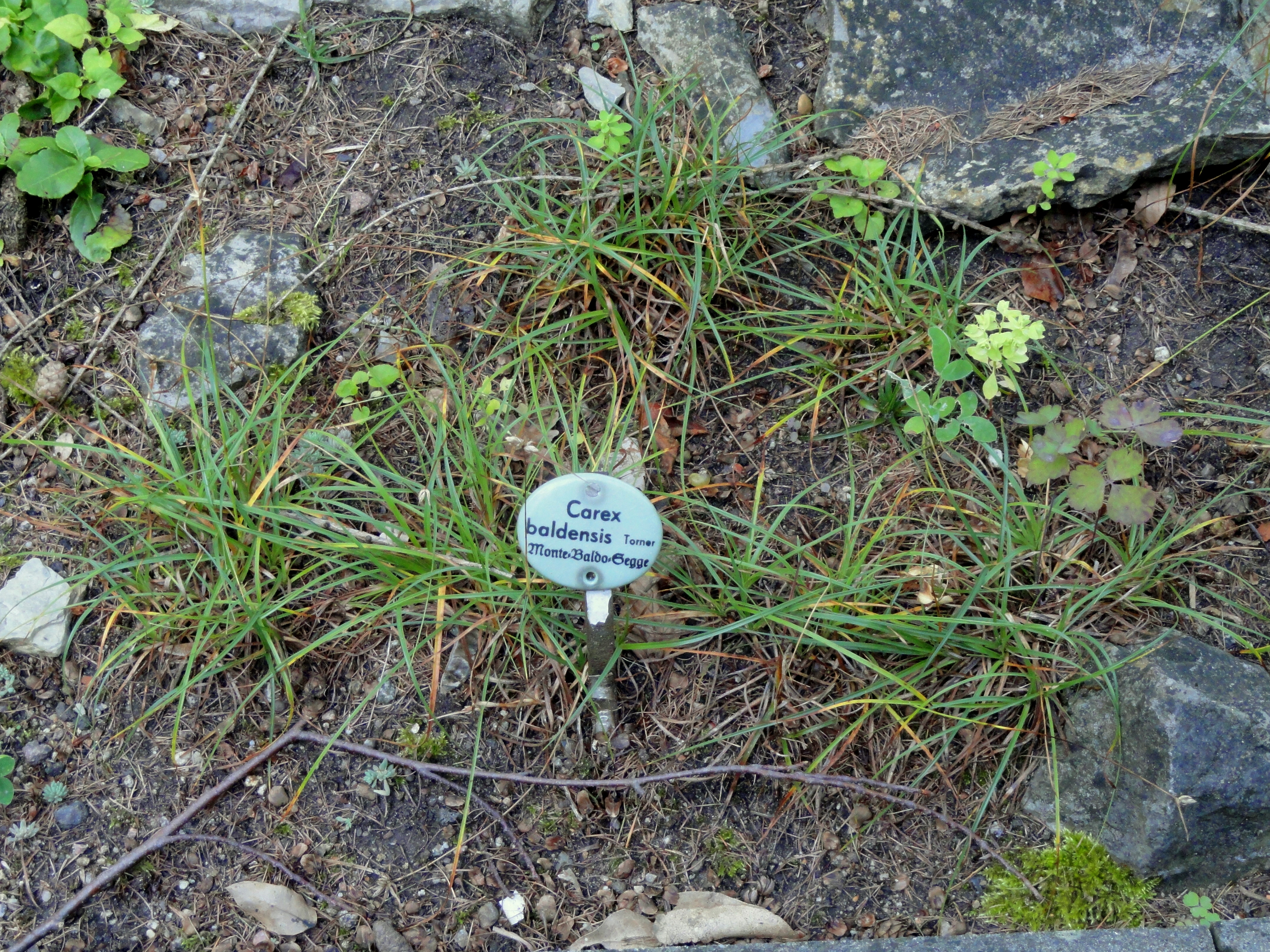
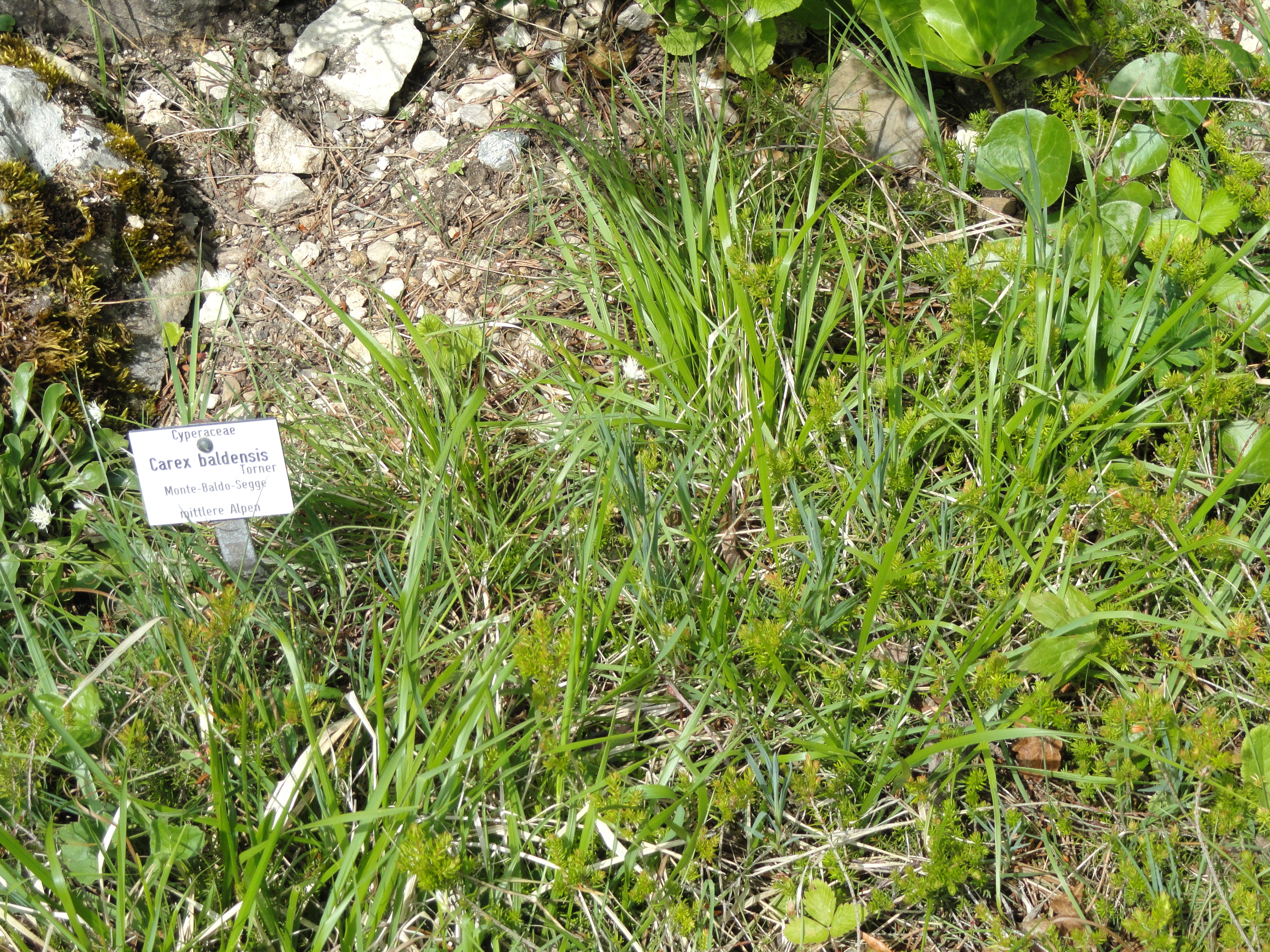
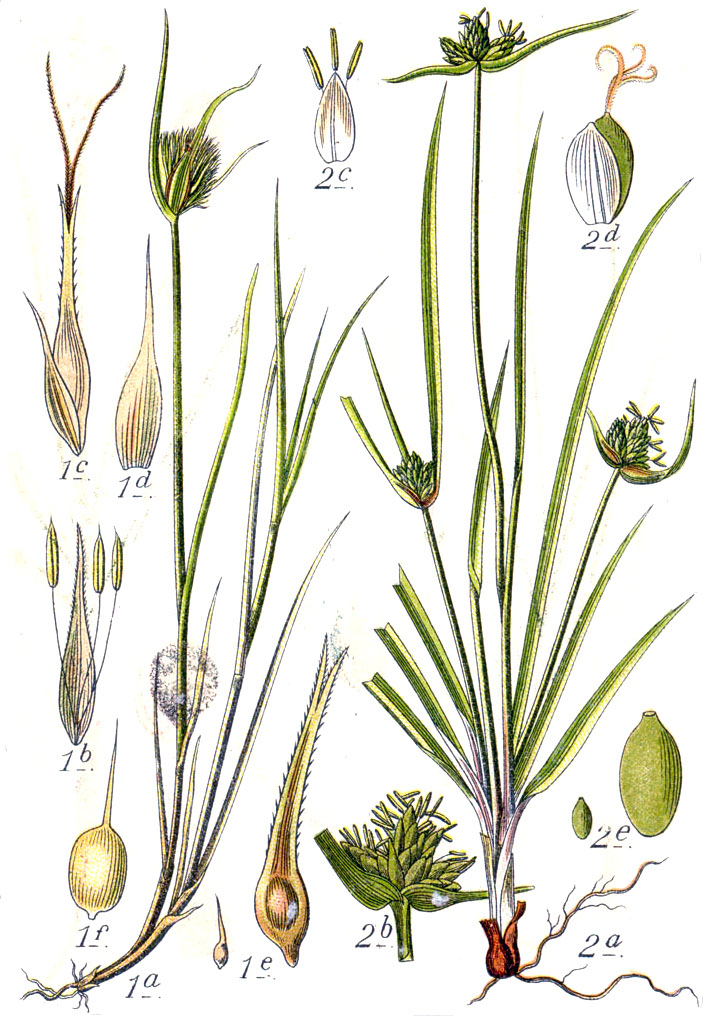